# Гетманув
Гетманув (пол. Hetmanów) — село в Польщі, у гміні Пшиґодзиці Островського повіту Великопольського воєводства.
Населення — 81 особа (2011).
У 1975-1998 роках село належало до Каліського воєводства.

## Демографія
Демографічна структура станом на 31 березня 2011 року:
|          | Загалом | Допрацездатний вік | Працездатний вік | Постпрацездатний вік |
| -------- | ------- | ------------------ | ---------------- | -------------------- |
| Чоловіки | 38      | 8                  | 26               | 4                    |
| Жінки    | 43      | 8                  | 26               | 9                    |
| Разом    | 81      | 16                 | 52               | 13                   |